# Immanuelstegnet
Immanuelstegnet er en profeti i det gammeltestamentlige profetskrift Esajas’ bog kapitel 7, vers 14, hvor Esajas lover Judas konge Akaz, at Gud vil besejre hans fjender. Som et tegn på dette forudsiger Esajas, at en ung kvinde (hebraisk: almah) vil føde en søn og kalde ham Immanuel. Profetien er speciel, fordi Septuaginta, den græske oversættelse af Det Gamle Testamente, ikke skriver “ung kvinde”, men “jomfru”, hvilket i Matthæusevangeliet tolkes som en profeti om Jesu fødsel. Oversættelsen “jomfru” er da også en oversættelse mange bibeloversættelser, bl.a. King James, benytter sig af.

## Historisk Kontekst
I midten af det 8. århundrede f.Kr. belejrede Israel og dennes allierede Aram Jerusalem. Akaz modtog her profetien, hvorefter han bad Assyrien om hjælp, og de destruerede Israel. Juda blev i samme omgang en assyrisk vasalstat.

## Ordlyd
I den autoriserede oversættelse fra 1992 oversættes verset således:
| Citat | Men Herren vil selv give jer et tegn: Se, den unge kvinde skal blive med barn og føde en søn, og hun skal give ham navnet Immanuel. | Citat |
|       | |       |

Teksten burde dig snarere oversættes til: “Men Herren vil selv give jer et tegn: se den unge kvinde er med barn og skal føde en søn, og hun skal give ham navnet Immanuel.”